# Hans Caspar von Klitzing
Hans Caspar von Klitzing (* 1594 in Gollmitz; † 24. Juni 1644 in Köln) war ein deutscher Offizier in schwedischen, kursächsischen, brandenburgischen und fürstlich braunschweig-lüneburgischen Diensten, zuletzt Generalleutnant. Zudem war er Erbherr auf Walsleben, Briesen, Brahmow und Glinicke bei Cottbus.

## Leben
Seine Familie stammt aus der Kurmark. Seine Eltern waren Hans von Klitzing, Erbherr auf Gollmitz, und dessen Ehefrau Margarethe von Sparr aus dem Haus Trampe. Ihre Eltern waren Caspar von Sparr und Margarethe von Barfus.
Während des Dreißigjährigen Krieges diente er ab 1621 dem König von Polen-Litauen im Kampf gegen die osmanischen Türken, in einem Regiment Hans Georg von Arnims. 1625 wurde er zunächst zum schwedischen Hauptmann und 1628 zum Obristen im Grünen Regiment ernannt. Am 20. Juli 1631 wurde er zum Obristen eines Fußregiments bestellt. 1632 gehörte er zur Delegation des sächsischen Kurfürsten Johann Georg I., die mit Wallenstein verhandelte, um einen möglichen Separatfrieden zu schließen. Er musste sein Regiment am 16. März 1633 an Franz Albrecht von Sachsen-Lauenburg abgeben.
Klitzing stand nun in sächsischen Diensten und kämpfte gegen die Schweden. Am 28. August 1636 leitete er die Belagerung von Rathenow, die Stadt fiel am 3. September. Die Verteidiger wurden getötet und die Stadt geplündert. Er zog mit der Armee durch Brandenburg. Am 28. Juli 1637 wurde er zum Generalmajor ernannt und am 14. August 1637 übergab der schwedische Obrist von der Osten, genannt Sacken die von ihm kommandierte Festung Dömitz an Klitzing.
Ende 1637 holte ihn Kurfürst Friedrich Wilhelm in die brandenburgischen Dienste. Er wurde als General verantwortlich für alle brandenburgischen Festungen, die dort stationierten Soldaten und das gesamte Militär. Im Jahr 1638 sammelte der Kurfürst die Truppen in Neustadt-Eberswalde und Klitzing erhielt ein Regiment von 850 Mann. Um den 22. Februarjul. / 4. März 1638greg. nahm er die Stadt Gartz (Oder) ein. Am 19. April 1638 wurde Klitzing bis zum Ende des Jahres Kommandeur der Festung Peitz und Nachfolger von Wigand von Hacke. Am 27. Juli 1638 eroberte er Rathenow von den Schweden zurück. Die Verteidiger erhielten freies Geleit.
Nach dem Tod des Generalmajors Johann Georg aus dem Winkel (* 1596; † 1639) wurde Klitzing sein Nachfolger und am 2. Mai 1639 zum braunschweigisch-lüneburgischen Generalleutnant ernannt. 1640 kommandierte er die Kavallerie des General Baner. Im Juni 1641 vereinigte August von Braunschweig-Wolfenbüttel sein Heer unter Klitzings Befehl mit den Schweden. Im Jahr 1642 wurde er schwedischer Generalleutnant. 1644 erwarb er das Gut Briesen von der Familie seiner Frau. Doch schon am 24. Juni 1644 starb er in Köln.
Seine Leiche wurde nach Cölln an der Spree überführt und dort am 7. November 1644 mit allen Ehren bestattet. Sein Epitaph befindet sich in der Briesener Kirche.

## Familie
Er war mit der Tochter des Obristen Wigand von Hacke verheiratet. Mit seiner Frau Anna Margarethe von Hacke (* 3. April 1616; † 13. April 1664) hatte er zwei Söhne und fünf Töchter. Nach dem Tod ihres Mannes heiratete sie den Grafen Johann Siegmund zu Lynar (* 27. Oktober 1616; † 20. August 1665), den Geheimrat und Herrn zu Lübbenau.
Sein Sohn Hans Caspar von Klitzing († 26. Dezember 1709) wurde Landrat und Landesdirektor des Kreises Cottbus.